# Motore V6 PRV

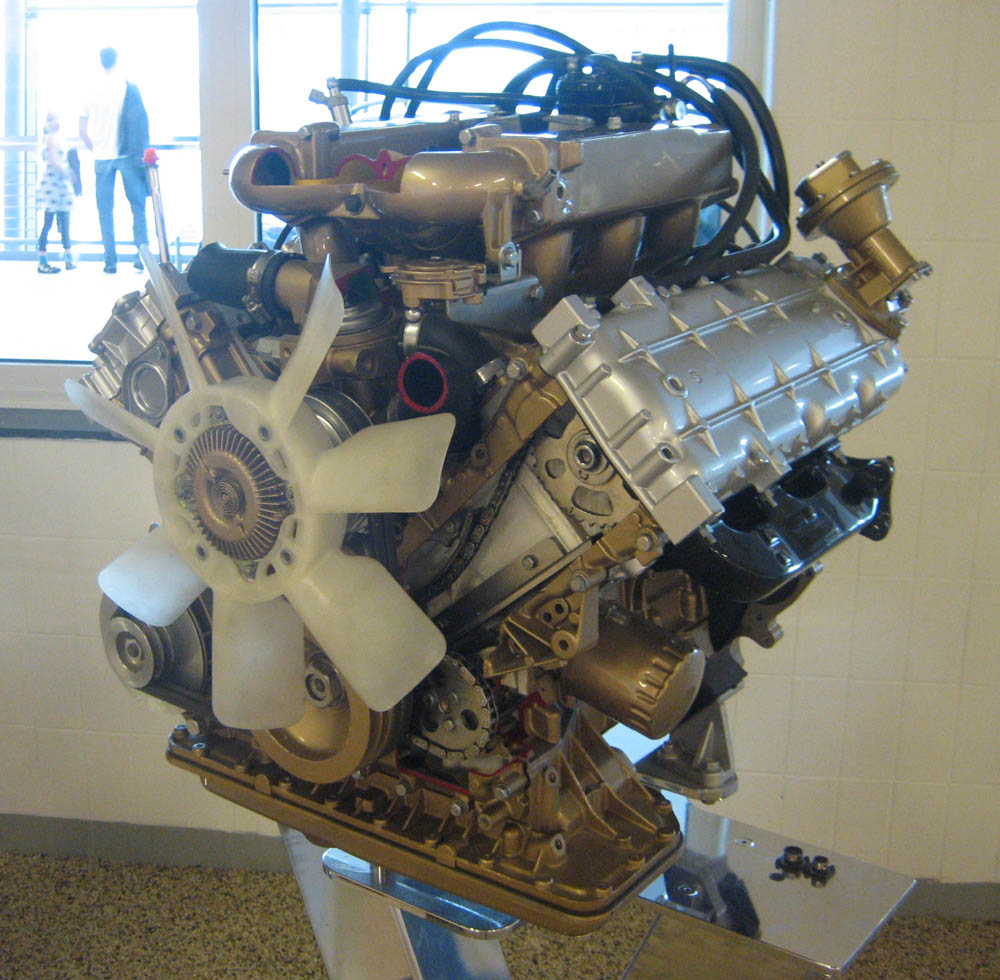
Un motore V6 PRV conservato al Volvo Museum di Göteborg

Il motore V6 PRV è un motore V6 nato dalla collaborazione tra le società Peugeot, Renault e Volvo (da cui nasce la sigla), costruito tra il 1974 e il 1998 dalla sussidiaria Française de Mécanique. Fu poi rimpiazzato dal motore PSA ES / Renault L.

## Storia

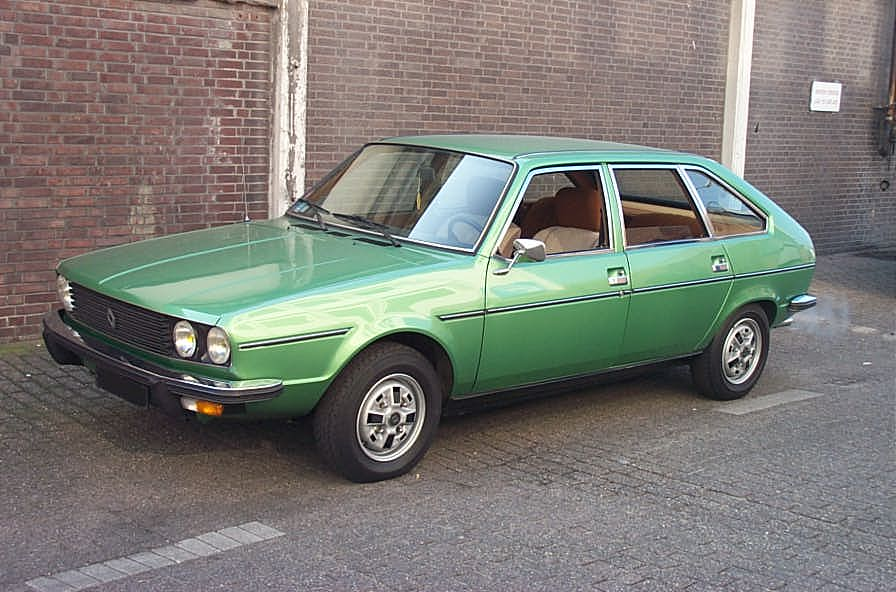
Una Renault 30, una delle prime vetture a montare un V6 PRV

La storia di questo motore si può fare risalire al primo accordo, stipulato nel 1966 tra Peugeot e Renault per la progettazione e la costruzione in comune di componentistica per autovetture.
La joint-venture scaturita da tale accordo mosse il primo passo nel 1969 a Douvrin, nelle vicinanze di Lens con il nome di Compagnie Française de Mécanique (abbreviata in FM); due anni dopo, nel 1971 si associa pariteticamente anche la svedese Volvo con il cambio di denominazione nel definitivo PRV.

Nello stesso stabilimento di Douvrin, verranno in seguito costruiti e assemblati anche i motori Douvrin.
Dopo un progetto iniziale di un motore V8 si decise di ripiegare su un più economico V6. Tale motore venne realizzato partendo proprio dal primo prototipo del V8 da 3 litri inizialmente costruito, dal quale vennero tolti due cilindri, ma le misure di alesaggio e corsa vennero modificate. Perciò il nuovo V6, realizzato in lega di alluminio, manteneva alcune caratteristiche normalmente tipiche di un V8, a cominciare dall'angolo di 90° gradi tra le bancate, in luogo degli usuali 60°.
Tra le altre caratteristiche va ricordata la distribuzione a un albero a camme in testa per bancata, con due valvole per cilindro: solo negli ultimi anni ne furono proposte alcune varianti con distribuzione bialbero e collettore di aspirazione a geometria variabile. 

Più in generale, si può dire che sulla base del PRV monoalbero originario sono state realizzate diverse varianti, spesso utilizzate da più marchi, ma in qualche caso anche da un solo marchio.
Per esempio, oltre alla versione bialbero di cui sopra, montata su modelli Peugeot, Citroën e Renault, sono esistite anche versioni sovralimentate da un turbocompressore: la maggior parte delle applicazioni dei PRV sovralimentati riguardavano vetture sportive come le Alpine e Venturi. Ma è esistita anche una versione di punta, caratterizzata dalla doppia sovralimentazione con due turbocompressori e due intercooler, ma ancora con distribuzione monoalbero.
Il motore PRV è stato prodotto in quattro versioni motoristiche, da 2.5 a 3 litri. La prima versione a debuttare è stata quella da 2.7 litri, in seguito proposta anche nella versione da 2.5 litri turbo ed evolutasi anche in 2.8 (aspirato e turbo). Solo alla fine degli anni ottanta tutte queste versioni sono state sostituite dalla definitiva versione da 3 litri, che è stata l'unica a essere proposta dopo qualche anno anche in configurazione bialbero. La 2.7 è stata invece l'unica a non essere mai stata proposta con sovralimentazione.
Ne vennero costruiti 970.315 pezzi che equipaggiarono vari modelli di varie Case automobilistiche, anche al di fuori dell'ambito di competenza Peugeot-Renault-Volvo.
Di seguito, ecco una breve descrizione dei quattro motori PRV:

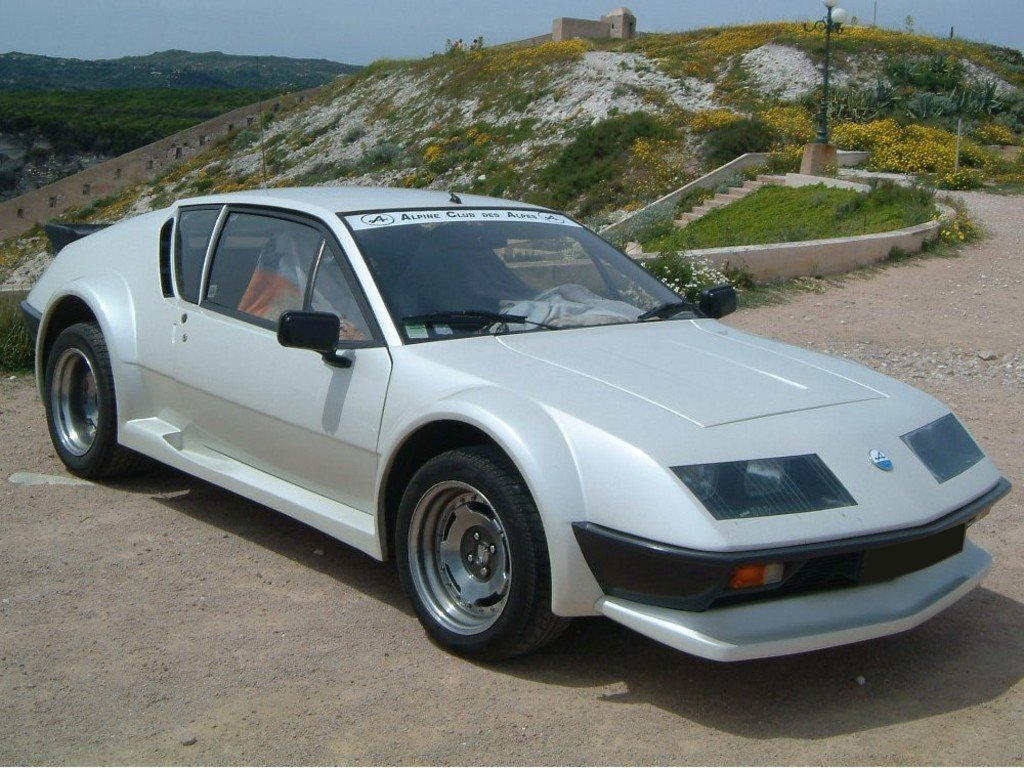
Una Alpine-Renault A310 V6, che montava il 2.7 PRV

- 2.7: è stato il primo PRV a vedere la luce: il primo modello equipaggiato da questo propulsore fu una Volvo 264 il 3 ottobre 1974. Caratterizzato da una cilindrata di 2664 cm³, questo motore è stato l'unico PRV a essere stato proposto anche con alimentazione a carburatore, poiché è anche il più vecchio dei quattro. È stato l'unico PRV a non essere mai stato proposto in configurazione sovralimentata, almeno per quanto riguarda la produzione in serie. La sua ultima applicazione risale al 1993, anno in cui uscì di produzione la Renault 25 V6.
- 2.8: caratterizzato da una cilindrata di 2849 cm³, il 2.8 PRV esordisce nei primi anni '80. Tra i suoi impieghi più celebri va ricordato senza dubbio quello sulla De Lorean DMC-12, utilizzata anche nella nota pellicola Ritorno al futuro, anche se in realtà la vettura era equipaggiata con la meno prestante tra le varianti del 2.8 PRV. Più brillanti erano invece le altre versioni, tra le quali va ricordata quella impiegata sulla "nostra" Lancia Thema (solo sulla prima serie 1984-1988), oltre che sulle consuete PSA, Renault e Volvo. Il 2.8 PRV è stato proposto sia con alimentazione atmosferica a iniezione, sia con sovralimentazione ottenuta per mezzo di un turbocompressore. In quest'ultimo caso, gli impieghi si limitano alle sportive prodotte dalla Venturi. L'ultimo PRV da 2.8 litri è stato prodotto nel 1996.
- 2.5: questo è stato l'unico motore PRV disponibile unicamente sovralimentato e unicamente con alimentazione a iniezione. Caratterizzato da una cilindrata di 2458 cm³, vede il suo periodo di produzione comprendere la seconda metà degli anni '80 e i primi anni novanta.
- 3.0: questo motore è stato l'unico PRV a essere stato proposto anche in versione bialbero, ma non solo: è stato proposto anche in tre altre varianti, ossia aspirata, turbo e biturbo. La sua cilindrata era in generale di 2975 cm³, ma a partire dal 1994 alcune applicazioni lo hanno ritoccato leggermente riducendo la cilindrata a 2963 cm³. Introdotto nel 1989, il PRV da 3 litri è stato prodotto per i successivi nove anni.

La produzione dei motori PRV cessò definitivamente il 15 giugno 1998. Il loro posto verrà preso da un nuovo V6, il motore ES, realizzato in collaborazione con Renault (ma non più con Volvo).

## Caratteristiche tecniche
Di seguito vengono riportate le caratteristiche tecniche delle varianti di motore PRV, suddivise per cilindrata e per tipologia di alimentazione (carburatore/i, iniezione meccanica, iniezione elettronica, turbocompresso).
| Motori PRV                                            |                        |                |               |                                                                                 |                          |                |               |                                        |                    |
| Variante                                              | Alesaggio e corsa (mm) | Cilindrata cm³ | Distribuzione | Alimentazione                                                                   | Rapporto di compressione | Potenza CV/rpm | Coppia Nm/rpm | Applicazioni                           | Anni di produzione |
| Versione da 2.5 litri                                 |                        |                |               |                                                                                 |                          |                |               |                                        |                    |
| 1.                                                    | 91x63                  | 2458           | SOHC          | Iniezione elettronica Renix + turbocompressore e intercooler                    | 8,6                      | 182/5500       | 281/3000      | Renault 25 V6 Turbo                    | 1986-90            |
| 1.                                                    | 91x63                  | 2458           | SOHC          | Iniezione elettronica + turbocompressore Garrett                                | 8,6                      | 182/5750       | 290/2200      | Alpine GTA V6 Le Mans                  | 1990-91            |
| 1.                                                    | 91x63                  | 2458           | SOHC          | Iniezione elettronica Renix + turbocompressore Garrett T3 + intercooler         | 8,6                      | 200/5750       | 290/2500      | Venturi Transcup                       | 1988-90            |
| 1.                                                    | 91x63                  | 2458           | SOHC          | Iniezione elettronica Renix + turbocompressore Garrett T3 + intercooler         | 8,6                      | 200/5750       | 290/2500      | Venturi MVS Coupé                      | 1986-90            |
| 1.                                                    | 91x63                  | 2458           | SOHC          | Iniezione elettronica + turbocompressore e intercooler                          | 8                        | 205/5500       | 290/2500      | Renault 25 V6 Turbo                    | 1991-92            |
| Versione da 2.7 litri                                 |                        |                |               |                                                                                 |                          |                |               |                                        |                    |
| 1.                                                    | 88x73                  | 2664           | SOHC          | 2 carburatori Solex                                                             | 8,65                     | 136/5750       | 207/3500      | Peugeot 604 V6 SL                      | 1975-85            |
| 1.                                                    | 88x73                  | 2664           | SOHC          | 2 carburatori Solex                                                             | 8,65                     | 136/5750       | 207/3500      | Peugeot 504 Coupé V6/Cabriolet V6      | 1975-77            |
| 1.                                                    | 88x73                  | 2664           | SOHC          | carburatore Solex                                                               | 8,65                     | 131/5500       | 201/2500      | Renault 30 TS                          | 1975-77            |
| 1.                                                    | 88x73                  | 2664           | SOHC          | carburatore Weber                                                               | 9,2                      | 125/5000       | 204/2500      | Renault 30 TS                          | 1977-81            |
| 1.                                                    | 88x73                  | 2664           | SOHC          | carburatore                                                                     | 8,7                      | 127/5250       | 197/3500      | Volvo 264 DL                           | 1975-81            |
| 1.                                                    | 88x73                  | 2664           | SOHC          | carburatore                                                                     | 8,7                      | 127/5250       | 197/3500      | Volvo 265 DL                           | 1975-81            |
| 1.                                                    | 88x73                  | 2664           | SOHC          | 2 carburatori Solex                                                             | 10,1                     | 152/6000       | 203/3500      | Alpine A310 V6                         | 1977-84            |
| 1.                                                    | 88x73                  | 2664           | SOHC          | carburatore Weber                                                               | 9,5                      | 165/6000       | 230/4200      | Talbot Tagora SX V6                    | 1981-83            |
| 2.                                                    | 88x73                  | 2664           | SOHC          | iniezione elettro-meccanica Bosch K-Jetronic                                    | 8,65                     | 144/5750       | 217/3000      | Peugeot 504 Coupé V6 Injection         | 1977-83            |
| 2.                                                    | 88x73                  | 2664           | SOHC          | iniezione meccanica Bosch K-Jetronic                                            | 9,2                      | 144/5500       | 217/3000      | Peugeot 604 TI/STI                     | 1978-83            |
| 2.                                                    | 88x73                  | 2664           | SOHC          | iniezione meccanica Bosch K-Jetronic                                            | 9,2                      | 142/5500       | 217/3000      | Renault 25 V6 Injection                | 1984-93            |
| 2.                                                    | 88x73                  | 2664           | SOHC          | iniezione meccanica Bosch K-Jetronic                                            | 9,2                      | 142/5500       | 219/3000      | Renault 30 TX                          | 1979-84            |
| 2.                                                    | 88x73                  | 2664           | SOHC          | iniezione meccanica Bosch K-Jetronic                                            | 8,7                      | 142/6000       | 203/3000      | Volvo 264 GL                           | 1974-77            |
| 2.                                                    | 88x73                  | 2664           | SOHC          | iniezione meccanica Bosch K-Jetronic                                            | 9,5                      | 150/5700       | 218/3000      | Volvo 264 GLE                          | 1977-82            |
| 2.                                                    | 88x73                  | 2664           | SOHC          | iniezione meccanica Bosch K-Jetronic                                            | 9,5                      | 150/5700       | 218/3000      | Volvo 262 Coupé                        | 1977-82            |
| Versione da 2.8 litri                                 |                        |                |               |                                                                                 |                          |                |               |                                        |                    |
| 1.                                                    | 91x73                  | 2849           | SOHC          | carburatore Zenith                                                              | 8,8                      | 129/5250       | 212/3000      | Volvo 264/265 GLE/262C                 | 1981-1983          |
| 2.                                                    | 91x73                  | 2849           | SOHC          | Iniezione meccanica Bosch K-Jetronic                                            | 9,5                      | 155/5500       | 230/3000      | Volvo 264/265 GLE/262C                 | 1981-1983          |
| 2.                                                    | 91x73                  | 2849           | SOHC          | Iniezione meccanica Bosch K-Jetronic                                            | 9,5                      | 155/5750       | 234/3000      | Peugeot 604 GTi                        | 1984-86            |
| 2.                                                    | 91x73                  | 2849           | SOHC          | Iniezione meccanica Bosch K-Jetronic                                            | 9,5                      | 155/5750       | 234/3000      | Volvo 760 2.8 V6 GLE                   | 1982-92            |
| 2.                                                    | 91x73                  | 2849           | SOHC          | Iniezione meccanica Bosch K-Jetronic                                            | 9,5                      | 150/5750       | 240/2700      | Lancia Thema 2.8 6V/V6                 | 1984-91            |
| 2.                                                    | 91x73                  | 2849           | SOHC          | Iniezione meccanica Bosch K-Jetronic                                            | 8,8                      | 132/5500       | 207/2750      | De Lorean DMC-12                       | 1981-83            |
| 3.                                                    | 91x73                  | 2849           | SOHC          | Iniezione elettronica Bosch LH2-Jetronic                                        | 10                       | 170/5600       | 235/4250      | Peugeot 505 V6                         | 1986-89            |
| 3.                                                    | 91x73                  | 2849           | SOHC          | Iniezione elettronica Bendix                                                    | 9,5                      | 152/5400       | 225/2500      | Renault Espace Mk2 2.8 V6              | 1991-96            |
| 3.                                                    | 91x73                  | 2849           | SOHC          | Iniezione elettronica Bosch LH-Jetronic                                         | 9,5                      | 147/5100       | 235/3750      | Volvo 780 V6                           | 1985-93            |
| 3.                                                    | 91x73                  | 2849           | SOHC          | Iniezione elettronica                                                           | 9,5                      | 156/5750       | 226/3500      | Alpine GTA V6                          | 1985-90            |
| 4.                                                    | 91x73                  | 2849           | SOHC          | Iniezione elettronica + turbocompressore Garrett T3 + intercooler aria/aria     | 8,2                      | 260/5750       | 405/1750      | Venturi Transcup 260                   | 1990-95            |
| 4.                                                    | 91x73                  | 2849           | SOHC          | Iniezione elettronica + turbocompressore Garrett T3 + intercooler aria/aria     | 8,2                      | 260/5750       | 405/1750      | Venturi 2.80 SPC                       | 1989-90            |
| 4.                                                    | 91x73                  | 2849           | SOHC          | Iniezione elettronica + turbocompressore Garrett T3 + intercooler aria/aria     | 8,2                      | 260/5750       | 405/1750      | Venturi Coupé 260                      | 1990-96            |
| 4.                                                    | 91x73                  | 2849           | SOHC          | Iniezione elettronica + turbocompressore Garrett T3 + intercooler aria/aria     | 8,2                      | 260/5750       | 405/1750      | Venturi 260 Atlantique                 | 1991               |
| 4.                                                    | 91x73                  | 2849           | SOHC          | Iniezione elettronica + turbocompressore Garrett T3 + intercooler aria/aria     | 8,2                      | 260/5750       | 405/1750      | Venturi 260 LM                         | 1993               |
| Versione da 3 litri                                   |                        |                |               |                                                                                 |                          |                |               |                                        |                    |
| 1.                                                    | 93x73                  | 2975           | SOHC          | Iniezione elettronica Fenix 3B                                                  | 9,5                      | 172/5600       | 240/4600      | Citroën XM 3.0 V6                      | 1989-94            |
| 1.                                                    | 93x73                  | 2975           | SOHC          | Iniezione elettronica Fenix 3B                                                  | 9,5                      | 169/5600       | 235/4800      | Citroën XM 3.0 V6 Automatica           | 1989-94            |
| 1.                                                    | 93x73                  | 2975           | SOHC          | Iniezione elettronica Renix                                                     | 9,5                      | 169/5600       | 235/4650      | Peugeot 605 3.0 V6                     | 1990-95            |
| 1.                                                    | 93x73                  | 2975           | SOHC          | Iniezione elettronica Bendix                                                    | 9,6                      | 169/5500       | 235/4500      | Renault Safrane 3.0 V6/3.0 V6 Quadra   | 1992-96            |
| 1.                                                    | 93x73                  | 2975           | SOHC          | Iniezione elettronica                                                           | 9,3                      | 152/5000       | 232/3600      | Dodge Monaco Mk3                       | 1990-92            |
| 2.                                                    | 93x73                  | 2975           | DOHC          | Iniezione elettronica Siemens-Bendix Fenix 4                                    | 9,4                      | 200/6000       | 260/3600      | Peugeot 605 3.0 V6 24v                 | 1989-94            |
| 2.                                                    | 93x73                  | 2975           | DOHC          | Iniezione elettronica Siemens-Bendix Fenix 4                                    | 9,4                      | 200/6000       | 260/3600      | Citroën XM 3.0 V6 24v                  | 1990-94            |
| 3.                                                    | 93x73                  | 2975           | SOHC          | Iniezione elettronica Siemens                                                   | 7,3                      | 281/5300       | 420/2500      | Venturi 300 Atlantique                 | 1996-98            |
| 3.                                                    | 93x73                  | 2975           | SOHC          | Iniezione elettronica                                                           | 7,6                      | 250/5750       | 350/2900      | Alpine A610 Turbo                      | 1991-95            |
| 4.                                                    | 93x73                  | 2975           | SOHC          | Iniezione elettronica Bendix + due turbocompressori Garrett T3                  | 7,6                      | 262/5500       | 365/4500      | Renault Safrane 3.0 V6 Biturbo Baccara | 1992-94            |
| 5.                                                    | 93x73                  | 2975           | DOHC          | Iniezione elettronica EIA + due turbocompressori Garrett T2/T25 + 2 intercooler | -                        | 408/6000       | 520/4500      | Venturi 400 GT                         | 1994-96            |
| 6.                                                    | 93x72,7                | 2963           | SOHC          | Iniezione elettronica                                                           | 9,6                      | 167/5500       | 235/4500      | Renault Laguna Mk1 3.0 V6              | 1995-97            |
| 6.                                                    | 93x72,7                | 2963           | SOHC          | Iniezione elettronica                                                           | 9,6                      | 167/5500       | 235/4500      | Renault Safrane 3.0 V6                 | 1996-99            |
| 7.                                                    | 93x72,7                | 2963           | SOHC          | Iniezione elettronica Bendix + 2 turbocompressori KKK e 2 intercooler aria/aria | 7,6                      | 262/5500       | 363/2500      | Renault Safrane 3.0 V6 Biturbo Baccara | 1994-96            |
| 8.1                                                   | 93x72,7                | 2963           | DOHC          | Iniezione elettronica sequenziale Siemens-Bendix Fenix 4                        | 9,5                      | 200/6000       | 260/3600      | Peugeot 605 3.0 V6 24v                 | 1994-96            |
| 8.1                                                   | 93x72,7                | 2963           | DOHC          | Iniezione elettronica sequenziale Siemens-Bendix Fenix 4                        | 9,5                      | 200/6000       | 260/3600      | Citroën XM 3.0 V6 24v                  | 1994-97            |
| 1 con collettore di aspirazione a lunghezza variabile |                        |                |               |                                                                                 |                          |                |               |                                        |                    |

## Nomenclatura

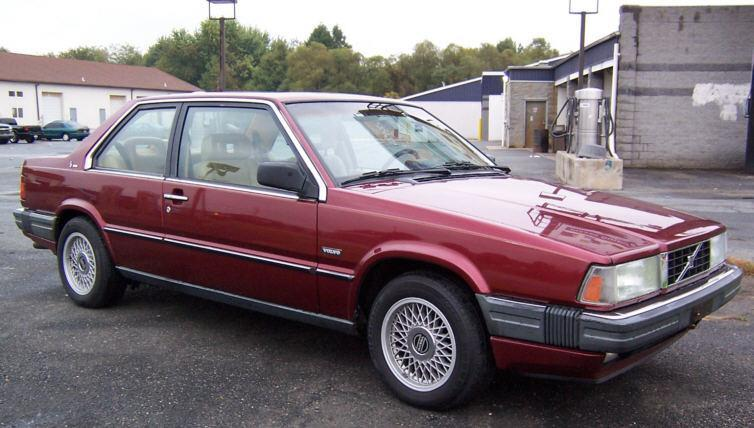
Una Volvo 780 Coupé, che montava il 2.8 PRV

Universalmente questo motore, in tutte le sue versioni, è conosciuto come PRV, ma le tre principali Case che lo hanno utilizzato adottavano dei codici interni.

La Peugeot, per esempio, utilizzava i codici ZM, ZN e ZP rispettivamente per le versioni da 2.7, 2.8 e 3 litri (la versione da 2.5 litri non è mai stata utilizzata dalla Casa di Sochaux).

La Renault, invece, utilizzava i seguenti codici:
- Z7U: 2458cc
- Z7V: 2664cc
- Z6W/Z7W: 2849cc
- Z7X: 2975 e 2963cc

La Volvo, infine, ha utilizzato il codice B27F per il 2.7 litri e il codice B280 per il 2.8 litri. Il 2.5 e il 3 litri non sono mai stati utilizzati dalla Casa svedese.